# Operación Barak
La Operación Barak (en hebreo: מבצע ברק‎, transliteración: Mivtza Barak, lit. Operación Relámpago) fue una ofensiva militar lanzada por la Haganá, organización paramilitar de autodefensa judía, justo antes del final del mandato británico en Palestina. Era parte del plan Dalet. Su objetivo era capturar aldeas del norte de Gaza, en previsión de la llegada del ejército egipcio. Fue realizada por la recién formada brigada Guivati, comandada por Shimon Avidan.

## Antecedentes
La orden de operaciones definió los objetivos de la brigada Guivati como: «Negar al enemigo una base, (...) crear pánico general y romper de la moral, (...) provocar la huida de los habitantes de los asentamientos más pequeños de la zona». Las instrucciones del comandante Avidan fueron: «Usted determinará por sí solo, en consulta con sus asesores de asuntos árabes y funcionarios del Servicio de Inteligencia, los pueblos de su zona que deben ser ocupados, limpiados o destruidos totalmente». Según el historiador Benny Morris, Avidan prefirió esta última opción. Como preludio, la primera acción de la brigada Guivati tuvo lugar el 4 de mayo de 1948, cuando la brigada ocupó 'Aqir, al suroeste de al-Ramla, cuya población era de 2480 habitantes.

## La operación
La ofensiva fue lanzada el 9 de mayo, con Bayt Daras siendo sometida a un bombardeo de morteros antes de ser ocupada. Posteriormente, las casas de pueblo fueron voladas. Una segunda ronda de ataques se inició el 15 de mayo.

## Consecuencias
Dos meses más tarde la brigada Guivati llevó a cabo una operación adicional en esta área para capturar al menos 16 pueblos. Se originaron «más de 20.000» refugiados.

## Comunidades árabes capturadas durante la Operación Barak
| Nombre                   | Fecha                 | Fuerzas defensoras      | Brigada | Población             |
| ------------------------ | --------------------- | ----------------------- | ------- | --------------------- |
| Aqir                     | 4 de mayo de 1948     | «Rehenes tomados»       | Guivati | 2,480                 |
| Qatra                    | 6 de mayo de 1948     | Aldeanos                | Guivati | 1,210                 |
| Bayt Darra               | 10 de mayo de 1948    | s/d                     | Guivati | 2,750                 |
| 'Arab Suqrir             | 10 de mayo de 1948    | s/d                     | Guivati | 390                   |
| Barqa                    | 10-13 de mayo de 1948 | s/d                     | Guivati | 890                   |
| Burayr                   | 12 de mayo de 1948    | s/d                     | Néguev  | 2,740                 |
| Al-Sawafir al-Shamaliyya | 12 de mayo de 1948    | s/d                     | s/d     | 680                   |
| Bashshit                 | 12 de mayo de 1948    | s/d                     | Guivati | 1,620                 |
| Khubbayza                | 12-14 de mayo de 1948 | s/d                     | IZL     | 290                   |
| Najd                     | 13 de mayo de 1948    | s/d                     | Néguev  | 620                   |
| Al-Batani al-Sharqi      | 13 de mayo de 1948    | s/d                     | Guivati | 650                   |
| Abu Shusha               | 14 de mayo de 1948    | s/d «La población huyó» | Guivati | 870                   |
| Al-Na'ani                | 14 de mayo de 1948    | s/d                     | Guivati | 2,060 inc. 590 judíos |
| Al-Qubab                 | 15 de mayo de 1948    | s/d                     | s/d     | 1,980                 |
| Simsim                   | 15 de mayo de 1948    | s/d                     | Néguev  | 1,360 inc. 70 judíos  |
| Al-Maghar                | 15 de mayo de 1948    | s/d                     | Guivati | 1,740                 |